# Thalenita-(Y)
La thalenita-(Y) és un mineral de la classe dels silicats. Rep el nom en honor de Tobias Robert Thalén (28 de desembre de 1827 – 27 de juliol de 1905), físic i astrònom. Va desenvolupar un mètode per descobrir dipòsits de ferro mitjançant camps magnètics.

## Característiques
La thalenita-(Y) és un silicat de fórmula química Y₃Si₃O10F. Cristal·litza en el sistema monoclínic. La seva duresa a l'escala de Mohs és 6.
Segons la classificació de Nickel-Strunz, la thalenita-(Y) pertany a «09.BJ: Estructures de sorosilicats amb anions Si₃O10, Si₄O11, etc.; cations en coordinació octaèdrica [6] i major coordinació» juntament amb els següents minerals: orientita, rosenhahnita, trabzonita, fluorthalenita-(Y), tiragal·loïta, medaïta, ruizita, ardennita-(As), ardennita-(V), kilchoanita, kornerupina, prismatina, zunyita, hubeïta i cassagnaïta.

## Formació i jaciments
Va ser descoberta a la localitat d'Österby, a Säter, dins el Comtat de Dalarna (Suècia). També ha estat descrita en altres indrets de Suècia, així com de Finlàndia, Noruega, Espanya, el Kazakhstan, Rússia, el Japó i els Estats Units.